# Еліуд Вільямс
Еліуд Таддеус Вільямс (англ. Eliud Thaddeus Williams; нар. 21 серпня 1948, Розо, Домініка) — домініканський політик, президент країни з вересня 2012 до жовтня 2013 року.